# Elladio di Auxerre
Elladio (... – Auxerre, 8 maggio IV secolo) è stato vescovo di Auxerre nella seconda metà del IV secolo. È venerato come santo dalla Chiesa cattolica.
La diocesi di Auxerre conserva un antico testo, le Gesta pontificum Autissiodorensium, databile alla fine del IX secolo e composto sullo stile del Liber pontificalis della Chiesa di Roma, nel quale Elladio compare al 5º posto nella lista dei vescovi di questa antica diocesi, tra i vescovi Valeriano e Amatore.
Non si conoscono documenti coevi del suo episcopato, il quale, secondo il racconto delle Gesta, durò 23 anni, ossia dal 365 al 388 circa. Elladio è menzionato anche nella Vita di sant'Amatore, suo successore, datata al VII secolo: consacrò sacerdote Amatore e aiutò Marta, sua sposa, ad abbracciare la vita religiosa. Secondo le Gesta, morì l'8 maggio e fu sepolto nel cimitero del Mons Autricus (Montartre), oggi Place de l'Arquebuse a Auxerre.
Il martirologio geronimiano commemora il santo l'8 maggio, stesso giorno in cui il Baronio lo inserisce nel Martirologio Romano. L'odierno martirologio, riformato a norma dei decreti del concilio Vaticano II, fa memoria del santo vescovo con queste parole: